# Tasmanische Maus
Die Tasmanische Maus (Pseudomys higginsi) ist ein auf Tasmanien endemisches Nagetier in der Gattung der Australischen Mäuse. Bis zum Pleistozän kam die Art auch auf dem australischen Festland vor. Sie bildet vermutlich mit der Eyre-Maus (Pseudomys australis), der Gould-Maus (Pseudomys gouldii) und der Westlichen Braunmaus (Pseudomys nanus) eine Entwicklungslinie. Der Artzusatz im wissenschaftlichen Namen ehrt den Naturforscher E. T. Higgins, der die Art schon 1882 als Pseudomys leucopus beschrieben hatte. Dieser Name war jedoch seit 1818 durch die Weißfußmaus (Peromyscus leucopus) besetzt.

## Merkmale
Mit einer Kopf-Rumpf-Länge von etwa 132 mm, einer Schwanzlänge um 170 mm, mit etwa 34 mm langen Hinterfüßen und mit ungefähr 24 mm langen Ohren ist die Art ein größerer Vertreter ihrer Gattung. Die Füße sind im Verhältnis zum Körper groß und das Gewicht liegt meist zwischen 30 und 70 g. Von den zwei anderen ähnlichen Nagetieren auf Tasmanien ist die Neuholland-Maus (Pseudomys novaehollandiae) mit 15 bis 26 g deutlich leichter und die Australische Breitzahnratte (Mastacomys fuscus) mit 97 bis 145 g meist deutlich schwerer. Unter guten Bedingungen kann diese Art 90 g wiegen. Das graubraune Fell auf dem Rücken wird zu den Flanken hin heller und der Bauch ist bei manchen Individuen weißlich. Auf dem Schwanz sind nur wenige kurze Borsten vorhanden, die oberseits graubraun und unterseits weiß sind. Manche Exemplare haben eine 15 mm lange weiße Schwanzspitze. Die Füße sind etwas nach außen versetzt, was anfänglich annehmen ließ, dass diese zum Springen im felsigen Gelände genutzt werden. Dies konnte jedoch nicht bestätigt werden. Die vier paarig angeordneten Zitzen der Weibchen liegen auf dem Bauch. Die Tasmanische Maus hat pro Kieferhälfte einen Schneidezahn, keinen Eckzahn, keinen Prämolar und drei molare Zähne, was 16 Zähne im Gebiss ergibt. Exemplare in feuchten Landschaften sind allgemein schwerer. Typisch für den Kopf sind nackte Nasenlöcher und Augen mit dunkelbrauner Iris. Der diploide Chromosomensatz enthält 48 Chromosomen (2n=48).

## Verbreitung
Dieses Nagetier kommt auf ganz Tasmanien vor, obwohl sie in den trockeneren westlichen Gebieten häufiger auftritt. Vor der Küste wurde sie nur auf Bruny Island nachgewiesen. Die Exemplare leben im Flachland und im Gebirge bis 1600 Meter Höhe. Das Habitat variiert zwischen felsigen Wäldern mit Scheinbuchen, Wäldern mit Hartlaubgewächsen und Wäldern mit einem dichten Unterwuchs aus Farnen sowie feuchten Buschflächen. Fossile Überreste sind aus New South Wales und Victoria bekannt. In Gebieten, die von der Australischen Sumpfratte (Rattus lutreolus) bewohnt werden, zieht sich diese Art zurück.

## Lebensweise
Die Tasmanische Maus ist meist nacht- und gelegentlich tagaktiv. Sie bewegt sich gewöhnlich auf dem Boden und klettert zeitweise in Banksien auf 50 cm Höhe. Das Nest wird in halb verrotteten Baumstümpfen, unter Holzklötzen oder in der Laubschicht angelegt. In geeigneten Gebieten bewohnen 2,6 bis 7,8 Individuen einen Hektar. Dieses Nagetier ist ein Allesfresser, der frisst, was die Region bietet. Es wurden z. B. Einkeimblättrige Pflanzen, unterirdische Pilzteile und verschiedene Wirbellose, wie Zweiflügler, Käfer und Spinnen nachgewiesen. Selten zählen Moose und Farne zur Nahrung. Die Tasmanische Maus wird von der Tasmanien-Schleiereule und dem Tüpfelbeutelmarder gejagt. Exemplare in Gefangenschaft hatten für Menschen hörbare Rufe.
Die Fortpflanzung findet nicht im Südwinter zwischen Juli und August statt. In der Natur sind Weibchen 31 bis 32 Tage trächtig und ein Wurf enthält drei oder selten vier Neugeborene. Manchmal sind zwei Würfe in der warmen Jahreszeit möglich. Bei der Geburt sind schon die Ansätze der Schneidezähne vorhanden. Die Jungtiere öffnen ihre Augen nach etwa 15 Tagen und nach 18 Tagen entrollen sich die Ohren. Junge Tasmanische Mäuse werden durchschnittlich 33 Tage gesäugt. Sie erhalten nach etwa 50 Tagen ein neues Fell und das typische Fell für erwachsener Exemplare erscheint nach 100 Tagen.

## Gefährdung
Begrenzte Populationen können durch um das Jahr 2000 eingeführte Rotfüchse beeinträchtigt werden. Andere Bedrohungen sind nicht bekannt. Die IUCN listet die Art aufgrund einer stabilen Gesamtpopulation als nicht gefährdet (least concern).